# Daniel Deronda (1970)
Daniel Deronda es una miniserie de 6 episodios y un metraje total de 270 minutos basada en la novela homónima de George Eliot publicada en 1876. De ésta, se han hecho otras adaptaciones para la televisión y el cine. (Véase: Daniel Deronda).